# فرودگاه جزیره من
فرودگاه جزیره من (به انگلیسی: Isle of Man Airport) یک فرودگاه همگانی مسافربری با کد یاتا IOM است که یک باند فرود آسفالت و بتن دارد و طول باند آن ۱۸۳۷ متر است. این فرودگاه در کشور جزیره من قرار دارد و در ارتفاع ۱۶ متری از سطح دریا واقع شده‌است.

## شرکت‌های هواپیمایی و مقصدهای پروازی

### مسافری
| شرکت‌های هواپیمایی                                          | مقصدهای پروازی                                    |
| ---------------------------------------------------------- | ------------------------------------------------- |
| Aer Lingus Regional اجرا توسط استوبارت ایر                 | دوبلین                                            |
| بریتیش ایرویز اجرا توسط Eastern Airways for بی‌ای سیتی‌فلایر | لندن سی‌تی                                         |
| Eastern Airways                                            | شهری جورج بست بلفاست، گلاسگو، نیوکاسل             |
| ایزی‌جت                                                     | بریستول، جان لنون لیورپول، گاتویک فصلی: لوتن لندن |
| فلای‌بی                                                     | فصلی: ژنو                                         |
| فلای‌بی اجرا توسط Loganair                                  | ادینبرو (پایان در ۳۱ اوت ۲۰۱۷)                    |
| فلای‌بی اجرا توسط استوبارت ایر                              | بیرمنگام، جان لنون لیورپول، منچستر                |
| Loganair                                                   | ادینبرو (آغاز از ۱ سپتامبر ۲۰۱۷)                  |

### باری
| شرکت‌های هواپیمایی                               | مقصدهای پروازی      |
| ----------------------------------------------- | ------------------- |
| Isle of Man Post Office اجرا توسط West Atlantic | ایست میدلند         |
| Woodgate Aviation                               | دوبلین، ایست میدلند |
| آروی‌ال اوییشن                                   | ایست میدلند         |